# تشدید غول‌پیکر
در فیزیک هسته‌ای، تشدید غول‌پیکر یا رزونانس غول‌پیکر یک برانگیش جمعی با فرکانس بالا از هسته‌های اتمی است که ویژگی سامانه‌های کوانتومی چندجسمی است. در تفسیر ماکروسکوپی چنین برانگیشی برحسب نوسان، برجسته‌ترین تشدید غول‌پیکر، نوسان جمعی همه پروتون‌ها در برابر همه نوترون‌های یک هسته است.
در سال ۱۹۴۷، جیی‌سی بالدوین و جیی‌اس کلایبر تشدید دوقطبی غول‌پیکر (GDR) را در واکنش‌های فوتونیکی مشاهده کردند و در سال ۱۹۷۲ تشدید چهارقطبی غول‌پیکر (GQR) کشف شد، و در سال ۱۹۷۷ تشدید تک‌قطبی غول‌پیکر در هسته‌های متوسط و سنگین کشف شد.

## تشدید دوقطبی غول‌پیکر
تشدید دوقطبی غول‌پیکر ممکن است منجر به تعدادی از رویدادهای برنگیزش‌زدا یا وابَرنگیزش (به انگلیسی: de-excitation) شود، مانند شکافت هسته‌ای ، انتشار نوترون‌ها یا پرتوهای گاما، یا ترکیبی از اینها.
تشدید دوقطبی غول‌پیکر می‌تواند توسط هر سازوکاری که انرژی کافی به هسته می‌دهد ایجاد شود. علل کلاسیک تابش پرتو گاما در انرژی‌های ۷ تا ۴۰ مگااِلکترون‌ولت است، که با هسته‌ها جفت می‌شود و با افزودن انرژی که بارها را در هسته جدا می‌کند، مُمان دوقطبی هسته را ایجاد یا افزایش می‌دهد. این فرایند معکوس واپاشی گاما است، اما انرژی‌های درگیر معمولاً بسیار بزرگ‌تر هستند و ممان‌های دوقطبی القاشده بزرگ‌تر از حالت‌های هسته‌ای برانگیخته هستند که باعث واپاشی متوسط گاما می‌شوند.
الکترون‌های با انرژی بالای ۵۰ مگااِلکترون‌ولت ممکن است با جفت‌شدن به هسته از طریق «فوتون گامای مجازی» در یک واکنش هسته‌ای که معکوس (یعنی وارون) واپاشی تبدیل داخلی است، همین پدیده را ایجاد کنند.

## در ادامه مطلب
- MN Harakeh، A. van der Woude: Giant Resonances: Fundamental-Frequency High Modes of Nuclear Excitation، مطالعات آکسفورد در فیزیک هسته ای، انتشارات دانشگاه آکسفورد، ایالات متحده آمریکا، ژوئیه ۲۰۰۱،شابک ‎۹۷۸-۰-۱۹-۸۵۱۷۳۳-۷
- PF Bortignon، A. Bracco , RA Broglia: Giant Resonances , Contemporary Concepts in Physics, CRC Press، ژوئیه ۱۹۹۸،شابک ‎۹۷۸-۹۰-۵۷۰۲-۵۷۰-۹